# Ernst Kummer
Ernst Eduard Kummer (Żary, 29 de janeiro de 1810 — Berlim, 14 de maio de 1893) foi um físico e matemático alemão.
Obteve um doutorado em 1831 na Universidade de Halle-Wittemberg, com a tese De cosinuum et sinuum potestatibus secundum cosinus et sinus arcuum multiplicium evolvendis, orientado por Heinrich Scherk.
Kummer fez contribuições fundamentais em diversas áreas da matemática.

## Matemática
Kummer fez várias contribuições para a matemática em diferentes áreas; codificou algumas das relações entre diferentes séries hipergeométricas, conhecidas como relações de contiguidade. A superfície de Kummer resulta da tomada do quociente de uma variedade abeliana bidimensional pelo grupo cíclico {1, −1} (uma Orbivariedade antiga: tem 16 pontos singulares, e sua geometria foi intensamente estudada no século XIX).
Kummer também provou o Último Teorema de Fermat para uma classe considerável de expoentes primos. Seus métodos estavam mais próximos, talvez, dos p-ádicos do que da teoria ideal como entendida mais tarde, embora o termo "ideal" tenha sido inventado por Kummer. Ele estudou o que mais tarde foi chamado de extensões de campos de Kummer: isto é, extensões geradas pela junção de uma n-ésima raiz a um campo que já contém uma primitiva n-ésima raiz de unidade. Esta é uma extensão significativa da teoria das extensões quadráticas, e a teoria do gênero das formas quadráticas (vinculado à 2-torção do grupo de classe). Como tal, ainda é fundamental para a teoria de campo de classe .
Kummer realizou pesquisas em balística e, juntamente com William Rowan Hamilton, investigou sistemas de raios.

## Publicações
- Kummer, Ernst Eduard (1975),  Weil, André, ed., Collected papers. Volume 1: Contributions to Number Theory, ISBN 978-0-387-06835-0, Berlin, New York: Springer-Verlag, MR 0465760[4]
- Kummer, Ernst Eduard (1975),  Weil, André, ed., Collected papers. Volume II: Function theory, geometry and miscellaneous, ISBN 978-3-540-06836-5, Berlin, New York: Springer-Verlag, MR 0465761[4]